# はみだし野郎の伝説
『はみだし野郎の伝説』（はみだしやろうのでんせつ）は、真崎守による日本の連作漫画。
1969年から1971年にかけて『ヤングコミック』に掲載された3つの連作漫画『はみだし野郎の子守唄』『はみだし野郎の挽歌』『死春記』の総称で、雑誌掲載時には『- の伝説』という表記はなかったが、1974年に3つの連作を一連の単行本としてまとめるに際しこのタイトルが冠された。
ほぼ同時期に『別冊少年マガジン』（講談社）に掲載された『ジロがゆく』と並ぶ真崎守の代表作であり、この作者への注目度を一気に上げた作品群である。